# Operation Sovereign Borders
Operation Sovereign Borders (OSB) is een grensbewakingsprogramma dat wordt uitgevoerd door de Australian Defence Force, om te voorkomen dat asielzoekers over zee Australië bereiken. Het programma werd in september 2012 ingesteld door de nieuw gekozen regering van premier Tony Abbott.

## Achtergrond
In 2012 en 2013 arriveerden grote aantallen asielzoekers in Australië. Het aantal steeg van minder dan vijfduizend (2011) naar meer dan twintigduizend (2013). De meeste asielzoekers kwamen uit Afghanistan, Iran, Pakistan en landen uit zuidoost-Azië. De meeste smokkelboten vertrokken vanuit Sri Lanka of Indonesië.
Australië was al een land met een relatief streng asielbeleid, maar de nieuwe immigrantenstroom leidde ertoe dat het asielbeleid een belangrijk onderwerp werd tijdens de parlementsverkiezingen van september 2013. Het tot staan brengen van de immigrantenstroom was een belangrijke inzet van de Liberal Party onder leiding van Tony Abbott. Nadat de Liberal Party de verkiezingen had gewonnen werd meteen begonnen met het uitrollen van OSB. Scott Morrison, minister van Immigratie en Grensbewaking (voorheen luidde de titel minister van Immigratie), en later Peter Dutton, waren politiek verantwoordelijk voor de uitvoering van het programma.

## Inhoud programma
Het programma bestaat uit een aantal pijlers:
- Het vroegtijdig ontdekken van boten voordat ze aan land arriveren
- Het terugsturen of desnoods terugslepen van de boten met asielzoekers richting het land van vertrek.
- Het onderbrengen van asielzoekers die niet kunnen worden teruggestuurd in centra buiten het Australische vasteland. Veel vluchtelingen worden ondergebracht in detentiecentra op Christmaseiland, Nauru of Papoea-Nieuw-Guinea, waar Australië een regeling mee heeft. Ook heeft de Australische regering Cambodja en de Verenigde Staten bereid gevonden mensen op te nemen.[2]
- Voorlichtingscampagnes in het buitenland waarbij vluchtelingen worden ontmoedigd naar Australië te komen.

Niet alle maatregelen waren overigens nieuw. Zo bestonden de detentiecentra op Nauru en Christmaseiland al langer.

## Uitvoering
Qua uitvoering was het programma een succes. In november 2012 arriveerden 2269 vluchtelingen in Australië, in november 2013 was dat aantal al gedaald tot 207. In juli 2014 bereikte de laatste boot het Australisch vasteland. Minister Dutton zei in maart 2016 dat 25 boten met daarop 698 mensen sinds het begin van de operatie waren tegengehouden en gedwongen om te keren.

## Kritiek
Australië botste verschillende keren met Indonesië omdat Australische marineschepen het Indonesische territoriale water zonder toestemming waren binnengevaren.
Mensenrechtenorganisaties hebben regelmatig kritiek op het Australische beleid. Zo zijn de omstandigheden in de detentiecentra vaak slecht en hebben de asielzoekers weinig perspectief. Ook in de Mensenrechtenraad van de Verenigde Naties lag het beleid van Australië onder vuur.
De Australische regering zelf vindt dat het programma nodig is om ruimte te kunnen blijven bieden aan asielzoekers die het echt nodig hebben.